# Far Far Away
"Far Far Away" is een nummer van de Britse band Slade. Het nummer werd uitgebracht op de soundtrack van hun film Slade in Flame uit 1974. Op 11 oktober van dat jaar werd het nummer uitgebracht als de eerste single van het album.

## Achtergrond
"Far Far Away" is geschreven door zanger en gitarist Noddy Holder en basgitarist Jim Lea en geproduceerd door manager Chas Chandler. In 1974 was Slade een succesvolle band in het Verenigd Koninkrijk, maar de leden wilden iets anders uitbrengen dan normaal. Chandler vroeg of zij een film wilden maken, iets waar de band mee akkoord ging. Holder en Lea gingen voor de soundtrack van deze film een aantal nummers schrijven, iets dat de plannen van de band om andere muzikale ideeën uit te proberen verder bevestigde.
Holder bedacht de openingszin van "Far Far Away" toen de band op tournee was in de Verenigde Staten en hij uitkeek over de rivier Mississippi in Memphis. Chandler vroeg hem om het nummer direct te gaan schrijven. Holder trok zich terug in zijn hotelkamer en kwam een half uur later terug met een vroege versie van het nummer, dat hij "Letting Loose Around the World" als werktitel had meegegeven. Lea hielp later met het verder ontwikkelen van het nummer, waarbij hij met name het refrein onder handen nam. Hij vertelde dat "'Far Far Away' een echte samenwerking was tussen mijzelf en Nod. De coupletten waren van Nod en het refrein was van mij. Ik wilde het opnemen als een barrelhousenummer met een luchtig gevoel, maar dat vond Chas geen goed idee." Het is het favoriete Slade-nummer van Holder, en ook drummer Don Powell vertelde dat het een van zijn favorieten is.
"Far Far Away" werd een grote hit met een tweede plaats in zowel de UK Singles Chart als in de Ierse hitlijsten. In Noorwegen werd het zelfs een nummer 1-hit. In Nederland behaalde de single de vijftiende plaats in de Top 40 en de dertiende plaats in de Nationale Hitparade, terwijl in Vlaanderen de 24e plaats in de voorloper van de Ultratop 50 werd gehaald. In 1989 werd de single opnieuw uitgebracht in Nederland, met "How Does It Feel" op de B-kant. In 1993 werd het nummer in Duitsland opnieuw uitgebracht nadat het werd gebruikt in de film Go Trabi Go 2: Das war der Wilde Osten (1992) en in een commercial van C&A. Verder wordt het nummer door het praatprogramma Studio Voetbal gebruikt als fonetische jingle van de rubriek 'VAR van de week'.

## Hitnoteringen

### Nederlandse Top 40
| Hitnotering: 09-11-1974 t/m 04-01-1975 | Hitnotering: 09-11-1974 t/m 04-01-1975 | Hitnotering: 09-11-1974 t/m 04-01-1975 | Hitnotering: 09-11-1974 t/m 04-01-1975 | Hitnotering: 09-11-1974 t/m 04-01-1975 | Hitnotering: 09-11-1974 t/m 04-01-1975 | Hitnotering: 09-11-1974 t/m 04-01-1975 | Hitnotering: 09-11-1974 t/m 04-01-1975 | Hitnotering: 09-11-1974 t/m 04-01-1975 | Hitnotering: 09-11-1974 t/m 04-01-1975 |
| Week                                   | 1                                      | 2                                      | 3                                      | 4                                      | 5                                      | 6                                      | 7                                      | 8                                      |                                        |
| -------------------------------------- | -------------------------------------- | -------------------------------------- | -------------------------------------- | -------------------------------------- | -------------------------------------- | -------------------------------------- | -------------------------------------- | -------------------------------------- | -------------------------------------- |
| Nummer                                 | 33                                     | 32                                     | 21                                     | 17                                     | 15                                     | 19                                     | 25                                     | 40                                     | uit                                    |

### Nationale Hitparade
| Hitnotering: 09-11-1974 t/m 21-12-1974 | Hitnotering: 09-11-1974 t/m 21-12-1974 | Hitnotering: 09-11-1974 t/m 21-12-1974 | Hitnotering: 09-11-1974 t/m 21-12-1974 | Hitnotering: 09-11-1974 t/m 21-12-1974 | Hitnotering: 09-11-1974 t/m 21-12-1974 | Hitnotering: 09-11-1974 t/m 21-12-1974 | Hitnotering: 09-11-1974 t/m 21-12-1974 | Hitnotering: 09-11-1974 t/m 21-12-1974 |
| Week                                   | 1                                      | 2                                      | 3                                      | 4                                      | 5                                      | 6                                      | 7                                      |                                        |
| -------------------------------------- | -------------------------------------- | -------------------------------------- | -------------------------------------- | -------------------------------------- | -------------------------------------- | -------------------------------------- | -------------------------------------- | -------------------------------------- |
| Nummer                                 | 23                                     | 16                                     | 16                                     | 13                                     | 13                                     | 16                                     | 29                                     | uit                                    |

### NPO Radio 2 Top 2000
| Nummer met noteringen in de NPO Radio 2 Top 2000 | '00 | '01  | '02 | '03 | '04 | '05  | '06  | '07  | '08  | '09  | '10  | '11  | '12  |
| ------------------------------------------------ | --- | ---- | --- | --- | --- | ---- | ---- | ---- | ---- | ---- | ---- | ---- | ---- |
| Far Far Away                                     | 914 | 1003 | 881 | 518 | 996 | 1087 | 1268 | 1624 | 1102 | 1362 | 1522 | 1821 | 1890 |

1. ↑  Een vetgedrukt getal geeft de hoogste notering aan.
2. ↑  2000 was het eerste jaar met een notering voor dit nummer.
3. ↑  Deze tabel is bijgewerkt tot en met de laatste editie (2024).